# Козаєв Каміль Тагірович
Каміль Тагірович Козаєв (1944, Харків — 18 грудня 2023, Москва, Російська Федерація) — радянський та російський архітектор, співавтор меморіалу пам'яті жертв сталінських репресій «Маска Скорботи» (разом з Ернстом Неізвєстним).

## Життєпис
Після закінчення школи вступив до Харківського будівельного технікуму. Після його закінчення служив 3 роки в Радянській армії в Середній Азії.
Після закінчення служби повернувся на батьківщину та вступив на вечірнє відділення Харківського інженерно-будівельного інституту, водночас працював у Харкові.
У 1973 р., після закінчення інституту, приїхав працювати до Магадану. Займався розробкою авторських проєктів житлових будинків підвищеної комфортності та об'єктів ЖКГ. За його участю в Магадані був побудований обласний театр ляльок (відкритий у 1979 р.).
Разом зі скульптором Ернстом Неізвєстним створив меморіал пам'яті жертв сталінських репресій «Маска Скорботи», відкриття якого відбулося у 12 червня 1996. Меморіал встановили на сопці Крута в Магадані, де за сталінських часів розташовувався пункт розподілу ув'язнених "Транзитка", з якого ув'язнених відправляли в колимські табори.
У грудні 1999 р. — квітні 2014 працював у Москві головним архітектором у ЗАТ «КУРОРТПРОЕКТ».
За проєктами Козаєва побудовано житлові будинки в Москві, Пензі, Благовєщенську, Александрові, Ульяновську та інших містах.